# Sterling Gibbs
Sterling Dupree Gibbs (Scotch Plains, 17 juli 1993) is een Amerikaans voormalig basketballer.

## Carrière
Gibbs speelde collegebasketbal voor de Texas Longhorns, Seton Hall Pirates en UConn Huskies. Hij werd niet gedraft in de 2016 NBA draft maar speelde wel in de NBA Summer League voor de Washington Wizards. Hij werd wel gekozen door de Windy City Bulls als 12e in de tweede ronde (34e overall) in de NBA Development League draft maar zijn contract werd ontbonden in november 2016 voor de start van het seizoen. Hij tekende daarna een contract bij het Hongaarse BC Körmend. In de zomer van 2017 speelde hij voor het Dominicaanse San Francisco de Macorís. 
Voor het seizoen 2017/18 tekende hij een contract bij het Russische BK Nizjni Novgorod waar hij speelde tot in januari 2018. Hij speelde het seizoen uit bij Kaposvári KK opnieuw in Hongarije. Het seizoen erop tekende hij bij het Griekse Kolossos Rodou BC. In februari 2019 verliet hij de ploeg en tekende bij de Franse tweedeklasser Hermine Nantes Basket waar hij de rest van het seizoen speelde.
Hij tekende in september 2019 voor de Slowaakse eersteklasser BK Inter Bratislava maar in oktober werd zijn contract alweer ontbonden. In januari 2020 tekende hij voor de rest van het seizoen bij het SLoveense KK Koper Primorska. In 2020 tekende hij een contract bij de Antwerp Giants voor een maand en verlengde dit nadien voor de rest van het seizoen.
Na een seizoen tekende hij een contract bij het Tsjechische ERA Nymburk waar hij het seizoen 2021/22 doorbracht en de landstitel won. Voor het seizoen 2022/23 tekende hij een contract bij de Poolse club Twarde Pierniki Toruń. Hij tekende voor het seizoen 2023/24 voor KK Neptūnas uit Litouwen en speelde er tot in januari 2024. Gibbs besloot daarna zijn carrière te beëindigen.

## Privéleven
Gibbs broers T.J. Gibbs en Ashton Gibbs waren ook profbasketballers.

## Erelijst
- Sloveense beker: 2020
- Tsjechisch landskampioen: 2022